# Puntius singhala
Puntius singhala är en fiskart som först beskrevs av Paul Georg Egmont Duncker 1912.  Puntius singhala ingår i släktet Puntius och familjen karpfiskar. Inga underarter finns listade i Catalogue of Life.